# Csehszlovákia az 1928. évi téli olimpiai játékokon
Csehszlovákia a svájci St. Moritzban megrendezett 1928. évi téli olimpiai játékok egyik részt vevő nemzete volt. Az országot az olimpián 5 sportágban 29 sportoló képviselte, akik összesen 1 érmet szereztek.

## Érmesek
| Érem  | Versenyző      | Sportág | Versenyszám        |
| ----- | -------------- | ------- | ------------------ |
| Bronz | Rudolf Burkert | Síugrás | Egyéni, normálsánc |

## Északi összetett
| Versenyző         | Sífutás | Sífutás | Sífutás | Síugrás    | Síugrás  | Síugrás | Síugrás | Összesítés | Összesítés |
| Versenyző         | Sífutás | Sífutás | Sífutás | 1. ugrás   | 2. ugrás | Össz.   | Össz.   | Összesítés | Összesítés |
| Versenyző         | Idő     | Pont    | Hely.   | Távolság   | Távolság | Pont    | Hely.   | Pont       | Helyezés   |
| ----------------- | ------- | ------- | ------- | ---------- | -------- | ------- | ------- | ---------- | ---------- |
| Walter Buchberger | 2:02:36 | 7,250   | 19.     | 49,5       | 50,5     | 14,562  | 14.     | 10,906     | 18.        |
| Rudolf Burkert    | 2:04:24 | 6,375   | 21.     | 61,0       | 62,5     | 18,833  | 1.      | 12,604     | 12.        |
| Otakar Německý    | 1:50:20 | 13,375  | 8.      | 40,0       | 48,5     | 12,616  | 20.     | 12,990     | 9.         |
| Franz Wende       | 2:00:50 | 8,125   | 16.     | nem indult | kiesett  | kiesett | kiesett | kiesett    | kiesett    |

## Jégkorong
| Csehszlovák férfi jégkorongcsapat-játékoskeret                                                 | Csehszlovák férfi jégkorongcsapat-játékoskeret                                              |
| ---------------------------------------------------------------------------------------------- | ------------------------------------------------------------------------------------------- |
| - Wolfgang Dorasil - Karel Hromádka - Jan Krásl - Johann Lichnowski - Josef Maleček - Jan Peka | - Jaroslav Pušbauer - Jaroslav Řezáč - Josef Šroubek - Miroslav Steigenhöfer - Jiří Tožička |

### Eredmények
Csoportkör
B csoport
| Csapat        | M | Gy | D | V | G+ | G– | Gk | P |
| ------------- | - | -- | - | - | -- | -- | -- | - |
| Svédország    | 2 | 1  | 1 | 0 | 5  | 2  | +3 | 3 |
| Csehszlovákia | 2 | 1  | 0 | 1 | 3  | 5  | –2 | 2 |
| Lengyelország | 2 | 0  | 1 | 1 | 4  | 5  | –1 | 1 |

| 1928. február 11. | Svédország (SWE) | 3 – 0 (1–0, 1–0, 1–0) | Csehszlovákia | St. Moritz |

|  |  |  |  |  |
|  |  |  |  |  |
|  |  |  |  |  |
|  |  |  |  |  |

| 1928. február 13. | Csehszlovákia (TCH) | 3 – 2 (1–1, 1–1, 1–0) | Lengyelország | St. Moritz |

|  |  |  |  |  |
|  |  |  |  |  |
|  |  |  |  |  |
|  |  |  |  |  |

| Csapat        | Helyezés |
| ------------- | -------- |
| Csehszlovákia | 8.       |

## Műkorcsolya
| Versenyző                    | Versenyszám  | Kötelező elemek   | Kötelező elemek | Kűr               | Kűr   | Összesítés                     | Összesítés                     | Összesítés                     | Összesítés                     | Összesítés                     | Összesítés                     | Összesítés                     | Összesítés                     | Összesítés                     | Összesítés        | Összesítés  | Összesítés | Összesítés |
| Versenyző                    | Versenyszám  | Kötelező elemek   | Kötelező elemek | Kűr               | Kűr   | Helyezési pontszámok bírónként | Helyezési pontszámok bírónként | Helyezési pontszámok bírónként | Helyezési pontszámok bírónként | Helyezési pontszámok bírónként | Helyezési pontszámok bírónként | Helyezési pontszámok bírónként | Helyezési pontszámok bírónként | Helyezési pontszámok bírónként | Több. hely. száma | Hely. össz. | Pont       | Helyezés   |
| Versenyző                    | Versenyszám  | Több. hely. száma | Hely.           | Több. hely. száma | Hely. | 1                              | 2                              | 3                              | 4                              | 5                              | 6                              | 7                              | 8                              | 9                              | Több. hely. száma | Hely. össz. | Pont       | Helyezés   |
| ---------------------------- | ------------ | ----------------- | --------------- | ----------------- | ----- | ------------------------------ | ------------------------------ | ------------------------------ | ------------------------------ | ------------------------------ | ------------------------------ | ------------------------------ | ------------------------------ | ------------------------------ | ----------------- | ----------- | ---------- | ---------- |
| Josef Slíva                  | Férfi egyéni | 4×6+              | 5.              | 4×6+              | 6.    | 5,0                            | 6,0                            | 8,0                            | 4,0                            | 5,0                            | 6,0                            | 2,0                            |                                |                                | 4×5+              | 36,0        | 2442,00    | 5.         |
| Libuše Veselá Vojtěch Veselý | Páros        |                   |                 |                   |       | 10,0                           | 11,0                           | 13,0                           | 12,0                           | 11,0                           | 12,0                           | 11,0                           | 10,0                           | 12,0                           | 5×11+             | 102,0       | 60,00      | 12.        |

## Sífutás
| Versenyző       | Versenyszám | Eredmény      | Helyezés      |
| --------------- | ----------- | ------------- | ------------- |
| Otakar Německý  | 18 km       | 1:50:20       | 16.           |
| Vladimír Novák  | 18 km       | 1:47:53       | 12.           |
| Franz Donth     | 18 km       | 1:47:14       | 11.           |
| Franz Donth     | 50 km       | 5:37:36       | 14.           |
| Josef Feistauer | 50 km       | nem ért célba | nem ért célba |
| Václav Fišera   | 50 km       | 5:42:55       | 18.           |
| Josef Německý   | 50 km       | 5:35:46       | 11.           |

## Síugrás
| Versenyző      | 1. ugrás | 2. ugrás | Összesítés | Összesítés |
| Versenyző      | Távolság | Távolság | Pont       | Helyezés   |
| -------------- | -------- | -------- | ---------- | ---------- |
| Josef Bím      | 49,5     | 51,0     | 14,728     | 20.        |
| Rudolf Burkert | 57,0     | 59,5     | 17,937     |            |
| Willy Möhwald  | 46,0     | 59,0     | 15,500     | 15.*       |
| Karl Wondrak   | 48,5     | 49,0     | 14,478     | 21.        |

* - egy másik versenyzővel azonos eredményt ért el